# Soffione boracifero

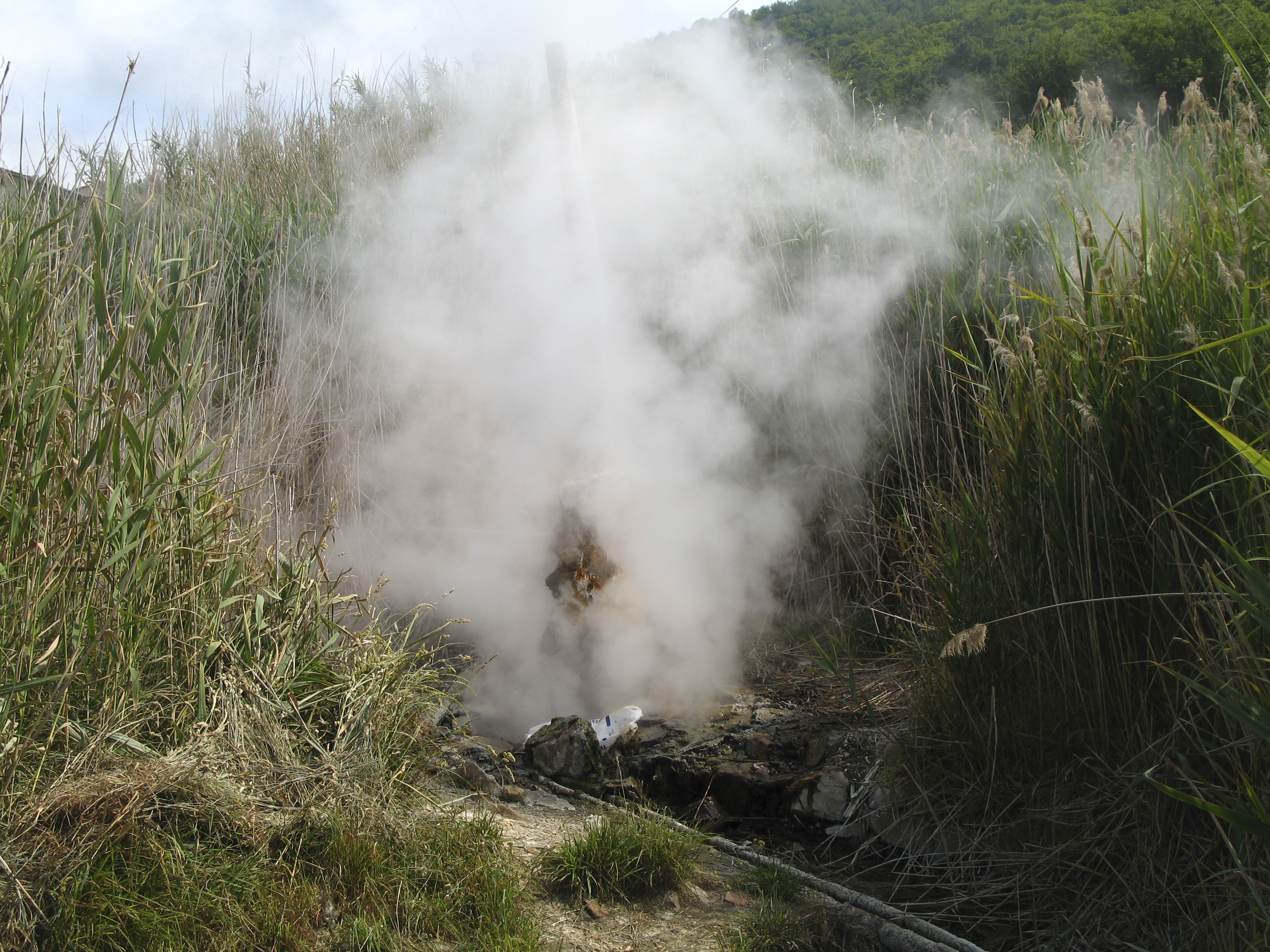
Soffione naturale, parco delle Fumarole di Sasso Pisano

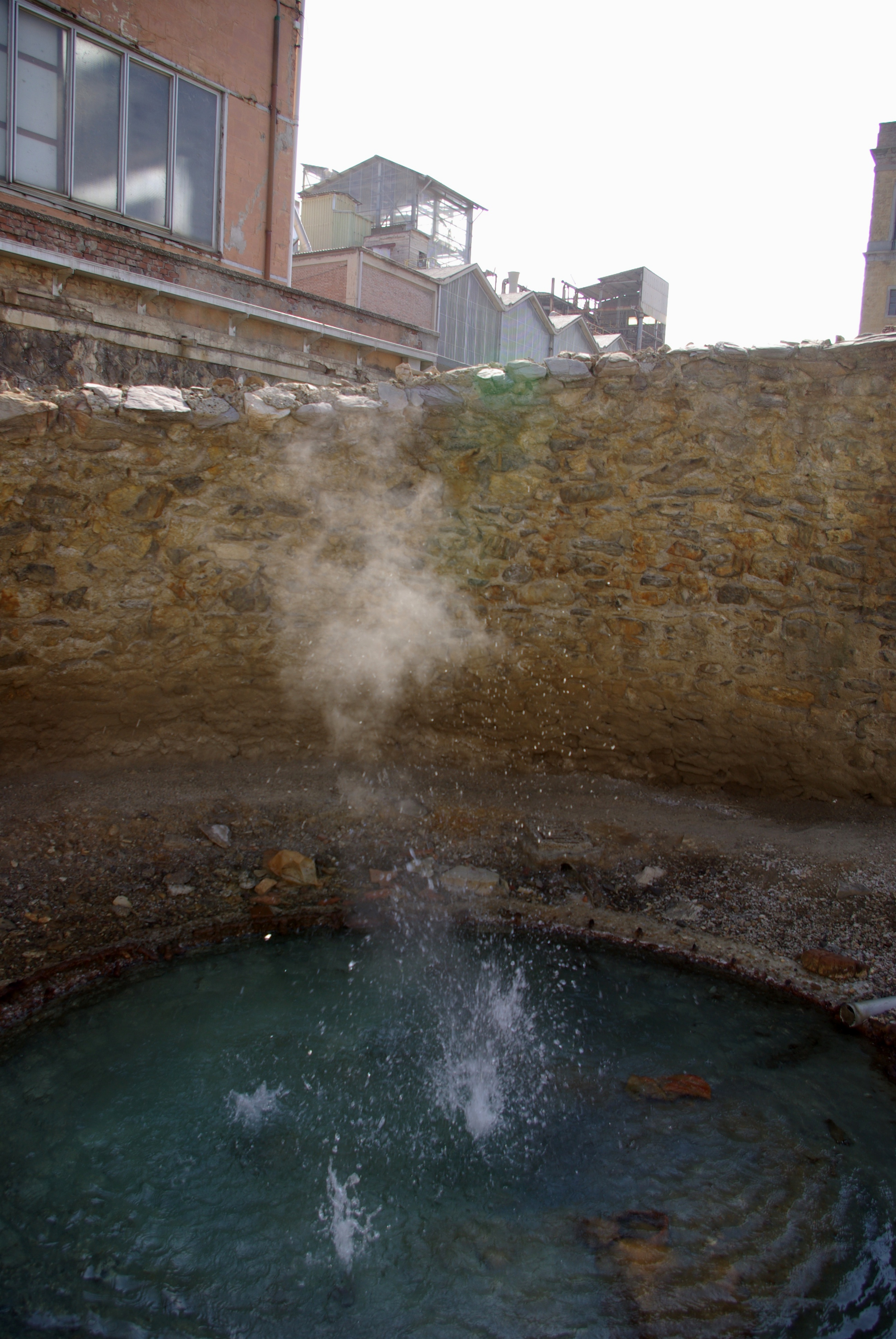
Ricostruzione di soffione boracifero a Larderello

I soffioni boraciferi sono emissioni violente di vapore acqueo ad alta pressione e temperatura, che fuoriescono dal suolo attraverso spaccature  o perforazioni artificiali.

## Caratteristiche

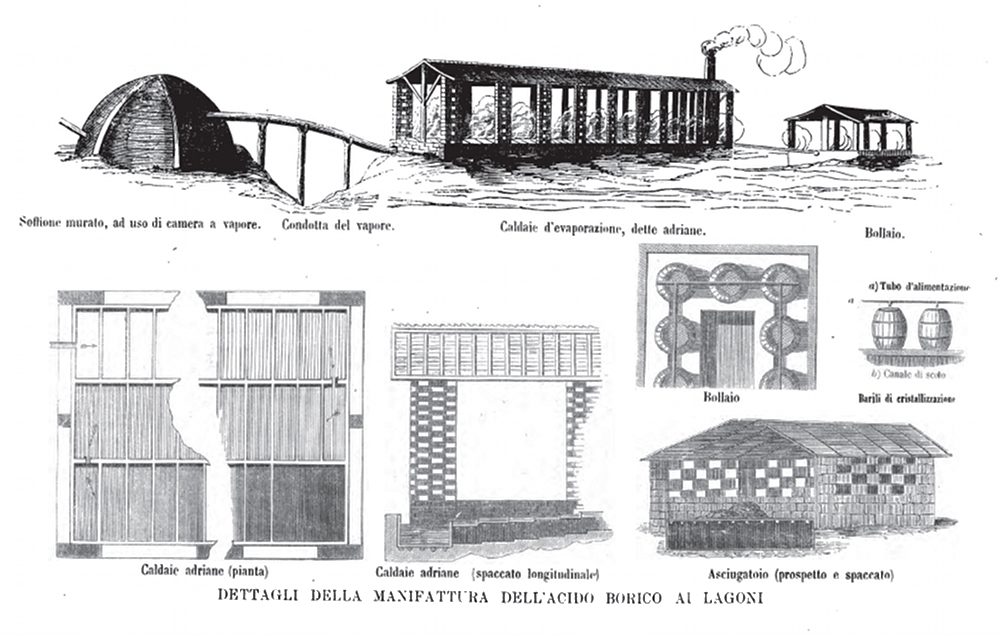
1868: Schema dei lagoni per la produzione di acido borico

Sono strutture legate al vulcanismo  secondario che si sviluppano durante la fase di stasi tra un'eruzione e la successiva oppure durante le ultime fasi di vita del vulcano. Essi permettono ai gas che si sprigionano all'interno della camera magmatica come vapore acqueo, acido borico e ammoniaca, di salire in superficie. Queste emissioni di gas e vapori possono raggiungere i 230 °C e una pressione di 20 atmosfere e avvengono in modo continuo.

## Diffusione in Italia
In Italia i soffioni boraciferi sono diffusi solamente nell'area delle Colline Metallifere. 
Sono presenti a Larderello, nel comune di Pomarance, e a Montalcinello, nel comune di Chiusdino, località in cui sono presenti diverse centrali geotermoelettriche per lo sfruttamento dell'energia geotermica.
Altri soffioni boraciferi sono presenti nel Parco naturalistico delle Biancane, tra Monterotondo Marittimo  e Sasso Pisano, a San Federigo nei pressi di Lago Boracifero, frazione del comune di Monterotondo Marittimo, in località  Lagoni Rossi nel comune di Pomarance e in località Lagoni del Sasso nel comune di Castelnuovo Val di Cecina.